# RARITIES (山下達郎のアルバム)
『RARITIES』（レアリティーズ）は、2002年10月30日に発売された山下達郎通算3作目のベスト・アルバム。

## 解説
ベスト・アルバムとしては『TREASURES』以来7年ぶり、アルバムとしては『ON THE STREET CORNER 3』から3年ぶりのリリース。
山下は2002年3月から5月末まで短期移籍状態でコンサート・ツアー『PERFORMANCE 2002 RCA ⁄ AIR YEARS SPECIAL』を行い、6月中旬ごろからニュー・アルバムのレコーディングを始めていた。ところが7月に、ワーナーから事業計画が提示され、新譜は無理としても、秋に何か作品を出してもらえないか、との要請を受ける。新作は年内には出ないから、新作までの繋ぎになるし、前からB面コレクションのようなアルバムをどこかでやれれば、と思っていた、と制作に取り掛かる。
ソロ・デビュー以来、ずっとアルバム主体の活動を続けてきた山下にとって、シングル作品はあくまでアルバムの前哨戦、あるいは補填であり、全ての作品は最終的にはアルバムに収録する為に作られている。しかし、これまでのレコーディング・キャリアの中で、様々な理由からアルバムに収録されない状態が続いてきた作品も多く出てきてしまった。とりわけシングルのカップリング曲として発表された作品の多くがアルバム化されず、シングルの廃盤等の理由で聴く事が困難な状態になっていた。また、それとは別に、アルバム制作の過程でレコーディングされ、あるものはミックス・ダウンまで終えながら、結局未発表のままの作品もいくつか存在していた。本作にはそうした、まだアルバム化されていないレアな音源がまとめられている。ただ、古い作品ばかりにならないように、このアルバム・リリース以前の数年間にシングルでのみ発表されていた、次回作に収録予定だった作品も前倒しで収録された。シングルのみの新曲、既発シングルのカップリング曲、未発表セルフ・カヴァー、未発表洋楽カヴァーといった作品に「スプリンクラー」のロング・ヴァージョンも加え、これでスタジオ・レコーディングとして発表されたものがほぼ全てアルバム化された。当初はカップリング曲としてリリースされてきたライブ・ヴァージョンも収録を予定していたが、収録時間の都合で以前からCD化の要望が多かったという「潮騒」以外は収録が見送られた。それらは後にアルバム『Ray Of Hope』初回盤にセットのボーナスCD『Joy 1.5』にリマスタリングにて収録された。山下は「スケジュールがタイトだったから、最初は昔のは聴かないようにしようとしてたんですよ。聴くと、もう一度やり直したくなっちゃうタチなんで。でも、聴いちゃったんです。で、全部で15曲入ってますけど、9曲はどこかしら変わってるからね。リミックスはもちろんだけど、極端なのは<TO WAIT FOR LOVE>なんかも未発表だけど全てやり直したので新録音になるね。後は楽器を差し替えてリミックスとか歌のバランスが小さかったのでカラオケを引っ張ってきて元の歌を足したりとか。だから、手を加えるべきところは全てやったって感じです。手を加えてないのは、それで良しとするものですね」という。今回の作品が1か月半という作業期間で出来た理由については、自身のレコーディング・スタジオ“プラネット・キングダム”の環境の変化が影響しているとし、「卓を変えたんです。SSLの最新の卓なんだけど。これを入れてからは作業が早いのなんのって。嘘みたいにペースが速くなったの。このスタジオには今まで家一軒建つくらい注ぎ込んでるんです、ほとんどは自前でね。で、この卓が入って今までかけた投資が全てプラスに向かった。それまでは“ちょっと音が硬いな?”とか、いくつか問題があったんだけど、それも雲散霧消したし」という。
本作がベスト・アルバムというだけでなく、普遍性と時代性を併せ持った作品になった事については「作り終えたものは過去のものだと、作り出した音楽を、まるで自己排泄のように語る、しかも得意気に言う人もいるじゃないですか。そういう人は、物を作るということに執着していなくて羨ましいですけど、だけど僕の場合はまったく逆で、自分の作品を買って聴いてくれる、第三者に対する表現行為だという意識を強く持っているので、自分のカタログに対して、とても愛着と責任を感じているんです。自分の作品に執着するのは後ろ向きだ、などと言う人もいますが、大きなお世話でね。継続的に発売されているカタログというものは、経年変化が起こってしまい、どこかでリニューアルさせないと駄目なんですよね。それに今回の作品のように、シングル作品というのは廃盤になっていきますから、そのままにしてしまうと、世の中から消えてしまうことになる。そういったことへの問題提起と、皆さんに聴いていただくために、自分で必死に保全しているんです」と答えている。

## プロモーション、マーケティング
アルバム・タイトルは言葉の簡潔さやレア音源好きな自身の趣味、キャラクターを踏まえてつけられたが、未アルバム化音源コレクションである今回の企画は決して余りモノや懐メロ集もなく、かと言って完全な新譜でもないという位置づけであるが、後ろ向きなアイテムと誤解されないよう関係各方面に気を遣う必要があり、大変だったという。当初、レコード会社が提示した仮タイトルは「レアタツ」だったが、「この年齢でそのタイトルは勘弁してくれ」という山下の意向でこのタイトルに落ち着き、「レアタツ」はキャッチ・コピーとして使われた。これらのプロモーションによって発売前から関心が集まり、お台場では記念イベントも行われた。

## アートワーク、パッケージ
アルバムの帯には以下のキャッチコピーが記載されている。
ジャケット・デザインについて、山下は「ジャケットはジョージ・ベンソンのヴァーヴ時代の『グッディーズ』っていうアルバムがあって、段ボールのジャケにいろんな可愛いグッズが入っているの。今回のようなカタログってオールディーズっぽくなるんで、レトロ風味は嫌だったので、カルトだけどポップなものにしてくれとデザイナーに頼んで。これだと新譜のジャケとしても成立するけど、ちょっと懐かしい感じもするでしょ」と語っている。ジャケット写真に使われたグッズ類は、いずれも新規に制作されたカスタムメイドで、デザインや配置も全て山下の意向に沿ったものとなっている。ただ、キューピー人形はローズ・オニール財団の要請で既成品を使用、また缶バッジは後日、ファンクラブ通販やライブ会場で実際に販売された。ジャケット裏面のモノクロ写真はスタジオ撮影でカメラマンは伊島薫。見えない部分にはダミーが使われているが、ショッピングカートの中に入っているムーン・レーベルのアナログ・シングル盤は全て本物だという。
初回盤のみ「オリジナル・カラオケ・スペシャルCD」付、DUOケース仕様。

## 収録曲
1. BLOW  –  (4:34)[1]
TBS系TV「アメリカズカップ」テーマ・ソングとして1992年に「アトムの子」のカップリングとして発表。1998年にリミックスされアルバム『COZY』のアナログ盤に収録、その後品番改定による再発シングル「アトムの子」のカップリングに収録。今作でCDアルバムに初収録された。ヨットレースのVTRと首っ引きで作った作品なので、そのての情景に抜群にフィットする音楽だという。コーダのファルセットのメロディーは、1957年のアメリカ映画『The Vikings』（邦題『ヴァイキング』）のテーマから引用されている。山下によれば、ベースは全部親指のダウンストロークで弾いているが、5分続けての演奏だったので、伊藤広規はタコみたいに顔を真っ赤にして演奏していたとし、だからあのグルーヴが出ているのだという[book 1]。
2. 君の声に恋してる  –  (5:10)[1]
NTTコミュニケーションズのTV-CMソングとして2001年に限定シングルでリリースされた。山下によれば、「ヘロン」同様「フィレス=ナイアガラ」路線で作り始めたが、結果的にコーダの部分などは60年代ニュー・ヨーク的エッセンスに満ちた仕上がりになったという。こういう曲調は海外でも耳にする機会がめっきり減ったが、山下にとってはいつまでトライし続けたい永遠のサウンドだという。
3. LOVE GOES ON（その瞳は女神 (Goddess)）  –  (5:05)[1]
2001年にフジテレビ系『サタ★スマ』（2002年度からは「デリ!スマ」）のエンディング・テーマとして書き下ろされた曲。プロモーション・ビデオも制作された。
4. HAPPY HAPPY GREETING (ORIGINAL DEMO VERSION)  –  (6:16)[1]
KinKi Kidsへの提供曲のセルフ・カヴァー。デモテープ制作時のコンピュータ演奏データを使用して、このアルバムのために新たに録音された。編曲も自身が手がけた作品なので、リズム・セクションはKinKiのオリジナルと同じグルーヴだが、彼らのヴァージョンに入っていた鼓や太鼓といった和楽器がないので山下によれば、「いかにもデモテープといった感じの、シンプルかつちょっとインディーなオケ」だという。
5. MISTY MAUVE （ミスティ・モーヴ）  –  (4:48)[1]
鈴木雅之の1988年のアルバム『Radio Days』のために書き下ろした作品のセルフ・カヴァー。アルバム『ARTISAN』の頃にレコーディングしてミックス・ダウンまで終えていたが、結局未発表のままになっていた。数少ない、竹内まりや作詞・山下達郎作曲での第三者への提供曲。当時、CMタイアップの関係で変更された歌詞が、元に戻されている。このセルフ・カヴァーは「クリスマス・イブ（2021 version)」にコロナ禍の時に自宅で既成のオケに新たにボーカル録りをしてミックスした「ホームカラオケ」で新たに収録されたが、そのトラックは鈴木雅之版の青山純の生ドラムの入ったオケで歌詞も鈴木雅之版の歌詞で歌われている。
6. TO WAIT FOR LOVE (IS TO WASTE YOUR LIFE AWAY)  –  (3:28)[1]
バート・バカラック=ハル・デヴィッド作品のカヴァー。1960年代以降、さまざまなシンガーによって取り上げられている曲。これは『SEASON'S GREETINGS』のアウト・テイクだが、今回の収録に際し全面的にレコーディングし直されている。
7. 好・き・好・きSWEET KISS!  –  (4:14)[1]
1998年のシングル「いつか晴れた日に」のカップリング曲。JACCSカードのCM曲に採用された。もともとは誰かに歌ってもらおうと思って作った曲なので、山下にとって自身の作家的な部分がフルに出ていて、詞・曲ともにとても愛着のある一作だという。本作収録に際し、アレンジに少し手が加えられて再録されている。山下によれば、歌詞は渋谷のハチ公の交差点のビジョンのビルのあるところでのデート風景だという[book 1]。
8. 潮騒 (THE WHISPERING SEA) (LIVE VERSION)  –  (5:09)[1]
1985年のシングル「風の回廊（コリドー）」のB面として収録されていたライヴ・ヴァージョン。本作収録に際しリミックスされている。
9. モーニング・シャイン  –  (4:22)[1]
TBS系列の朝の情報番組『ビッグモーニング』のテーマ・ソングとして制作された曲。山下によれば、今はなきスマイル・ガレージ・スタジオの音がしているというが、「スマイル・ガレージの構造はパワー・ステーションのパクリだった。この頃は歌のバランスが小さいのが流行ってたんで、今聴くと歌が小さいのね。で、カラオケを引っ張ってきてそこにオリジナルのマルチを調走させて元の歌をもう一度重ねて作り直したの。その為にGMLの8chのミキサーを取り寄せてね。それがアナログの利得がいちばんいいの。でも、'91年当時にしては目一杯まで上げてマスタリングしてるんだけどね。でも今とは解像度、音の抜けも違う」[book 1]という。
10. FIRST LUCK –初めての幸運（しあわせ）–  –  (4:48)[1]
1987年にホンダ・インテグラCFイメージ・ソングとして制作された、1988年のシングル「GET BACK IN LOVE」のカップリング曲。山下は「'88年だとCDシングルの黎明期だから音もへったくれもないね。『僕の中の少年』に入れようとしたら完全に浮いたのでヤメた曲。結構内省的なアルバムだったので。収録時間もオーバーしてたし、あの頃はまだアナログが主だったからね。もう少しエコーを少なくするとラスカルズの中期みたいにな音になるんだけど。吉田保さんと佐藤康夫さんの二人で録っているから、二人ともエコーが多いのでちょっと違う世界になっちゃう」[book 1]という。康珍化との共作による歌詞については、「この頃はコラボレーションしようと色んな人とやってみたんだけどあまりうまくいかなくて。でもこれは良かったの。この後は『僕の中の少年』でしょう、もう内に内にどんどん入っていったので詞は自分で書いていた頃です。『ARTISAN』の頃も外部に依頼したんだけどあまり合わなくて、自分で書くしかなくて」[book 1]と答えている。
11. I DO  –  (2:27)[1]
1993年のシングル「MAGIC TOUCH」のカップリングとして制作された。アメリカ西海岸のグループ、キャステルズ（The Castells）が1964年にリリースした作品のカヴァーで、ブライアン・ウィルソンの作曲・プロデュース。全てのパートを一人で演奏した、『BIG WAVE』のコンセプトを踏襲したものだが、90年代はなかなかアルバム化の機会が得られず、一曲だけ浮いたままになっていた。本作収録に際してはマスタリングをしただけで、音にはまったく手が加えられていないという。
12. ヘロン (GUITAR INSTRUMENTAL)  –  (4:26)[1]
1998年のシングル「ヘロン」に収録されたギター・インスト・ヴァージョン。山下は「こんなのこそ、こんな機会じゃないと入れれないじゃない。これで12曲目でしょ、いいじゃない。全15曲の曲順をシークエンスするのって結構難しくて。<ヘロン>の前には誰も勝てないから<I DO>ならなんとかなるかなと。すると<ヘロン>の後は? あの大袈裟な世界の後は誰も勝てない。1曲だけのシングルだからね」[book 1]と答えている。もともとはTBS『ビッグモーニング』の番組リニューアルを受け、「モーニング・シャイン」に次ぐテーマ・ソングとして「鳴かないでHERON」のタイトルでこの曲が制作された際、天気予報や交通情報、オープニングやエンディングでのBGMとして併せて制作された。こういったギター・インストなどは一番アルバム化しづらいという。以前から「クリスマス・イブ」などで行われてきた、フェンダー・テレキャスターで演奏し、ライン録りしたフレーズを複数回重ねてメロディーを作る手法が今作も使用され、ボトムに2本、オクターブ上で2本、真ん中に1本が重ねられている。
13. JUVENILEのテーマ〜瞳の中のRAINBOW〜  –  (4:55)[1]
2000年の映画『ジュブナイル』の主題歌として書き下ろされ、シングルとしてリリースされた。本来は次のスタジオ・アルバムへ入れる予定だったが、前倒しで収録された。オリジナル・マスター・テープのコンディションが悪かったため、いくつかの楽器を録音しなおしてリミックスされている。囁くようなニュアンスが二度と出せないということで、歌はそのままにされている。
14. スプリンクラー (LONG VERSION)  –  (7:13)[1]
1983年のシングル。オリジナルのシングル・ヴァージョンはベスト・アルバム『TREASURES』に収録。当時はこうしたロング・ヴァージョンが流行していた時代で、元のマルチトラック・テープに色々と手を加え編集して作られた“むりやりのロング・ヴァージョン”。ヤケティなサックス・ソロは、本作リリースの2年5か月前に死去した井上大輔。
15. いつか晴れた日に (STAND ALONE VERSION)  –  (4:23)[1]
1998年に同曲がシングルとしてリリースされた際に作られた、ギター一本で歌った弾き語りヴァージョン。もともとは弾き語りをもくろんで作られた作品だったので、シングルにこうしたヴァージョンをどうしても入れたくて、カップリング曲の「好・き・好・きSWEET KISS!」のカラオケに代えて収録された。本作収録に際しリミックスされている。

### ORIGINAL KARAOKE COLLECTION (VCS-101)
初回盤のみ付属の「オリジナル・カラオケ・スペシャルCD」について山下は「カラオケって作ってこなかったんです。BMG時代なんて<RIDE ON TIME>しかないし。今は独立したメディアとして認知があるけど、昔はテレビに出て歌う人か、アイドル歌手のオーディションで借りにきたりするくらいで。僕のカラオケなんて借りに来る人はいないし。作ったって仕方ないと。ようやく初めて作ったのが<GET BACK IN LOVE>です。<風の回廊>なんてミックスダウンの時にギターを弾きながらやっちゃったので、カラオケが無いという。それで、<世界の果てまで>から付けるようになったからそれ以前のシングル曲でカラオケを出していない曲を入れてみた。<パレード>なんてナイアガラから借りてきたオリジナル・カラオケで、本邦完全初公開です」という。
1. GET BACK IN LOVE
  - Words & Music by TATSURO YAMASHITA
  - ©1988 NICHIN,INC. & SMILE PUBLISHERS INC.
2. さよなら夏の日
  - Words & Music by TATSURO YAMASHITA
  - ©1990 NICHIN,INC. & SMILE PUBLISHERS INC.
3. 蒼氓
  - Words & Music by TATSURO YAMASHITA
  - ©1988 TENDERBERRY MUSIC, INC.
4. パレード
  - Words & Music by TATSURO YAMASHITA
  - ©1976 FUJIPACIFIC MUSIC INC.
5. ENDLESS GAME
  - Words & Music by TATSURO YAMASHITA
  - ©1990 NICHIN,INC. & SMILE PUBLISHERS INC.

## クレジット

### BLOW
| Words & Music by 山下達郎                 |
|                                           |
| ©1992 NICHIN,INC. & SMILE PUBLISHERS INC. |
|                                           |

| 山下達郎 | - Lead Vocal, Computer Programming, - Electric Guitar, Keyboards, Glocken, - Percussion & Background Vocals |

| 青山純 Drums                                                       |
| 伊藤広規 Electric Bass                                             |
| 浜口茂外也 Percussion                                              |
| 土岐英史 Soprano Sax Solo                                          |
|                                                                    |
| Recording Engineer : 佐藤康夫                                      |
| Mixing Engineer : 吉田保                                           |
| Recorded at Smile Garage in 1991                                   |
| Mixed at Planet Kingdom in 1998                                    |
|                                                                    |
| Originally released in 1992/02/25, c/w “アトムの子” MOON/AMDM-6050 |
| Re-released in 1999/07/14 MOON/WPDV-10020                          |

### 君の声に恋してる
| Words & Music by 山下達郎                    |
|                                              |
| ©2001 SMILE PUBLISHERS INC. & MR. MUSIC,INC. |
|                                              |

| 山下達郎 | - Lead Vocal, Electric Guitar, Acoustic Guitar, - Marimba, Glocken, Percussion & Background Vocals |

| 青山純 Drums                                       |
| 伊藤広規 Electric Bass                             |
| 佐橋佳幸 Acoustic Guitar & Electric Guitar         |
| 難波弘之 Acoustic Piano                            |
| 橋本茂昭 Computer & Synthesizer Operator           |
|                                                    |
| 数原晋 Trumpet                                     |
| 横山均 Trumpet                                     |
| 西山健治 Trombone                                  |
| 広瀬正典 Trombone                                  |
| JAKE H.CONCEPCION Tenor Sax                        |
| 高野正幹 Baritone Sax                              |
|                                                    |
| Recording Engineer : 吉田保 & 中村辰也             |
| Mixing Engineer : 吉田保                           |
| Recorded at Onkio Haus & Planet Kingdom in 2000    |
| Mixed at Planet Kingdom in 2001                    |
|                                                    |
| Originally released in 2001/06/27, MOON/WPCV-10035 |

### LOVE GOES ON（その瞳は女神 (Goddess)）
| Words & Music by 山下達郎                            |
|                                                      |
| ©2002 SMILE PUBLISHERS INC. & FUJIPACIFIC MUSIC INC. |
|                                                      |

| 山下達郎 | - Lead Vocal, Electric Guitar, Keyboards, - Glocken, Percussion & Background Vocals |

| 青山純 Drums                                           |
| 伊藤広規 Electric Bass                                 |
| 難波弘之 Acoustic Piano                                |
| 佐橋佳幸 Electric Guitar (Solo)                        |
|                                                        |
| 数原晋 Trumpet                                         |
| 横山均 Trumpet                                         |
| 西山健治 Trombone                                      |
| 広瀬正典 Trombone                                      |
| JAKE H.CONCEPCION Tenor Sax                            |
| 上里稔 Baritone Sax                                    |
|                                                        |
| Recording Engineer : 吉田保 & 中村辰也                 |
| Mixing Engineer : 吉田保                               |
| Recorded at Onkio Haus & Planet Kingdom in 2001 & 2002 |
| Mixed at Planet Kingdom in 2002                        |

### HAPPY HAPPY GREETING (ORIGINAL DEMO VERSION)
| Words by 松本隆, Music by 山下達郎 |
|                                    |
| ©1998 JOHNNY COMPANY,INC.          |
|                                    |
| Written for KinKi Kids, 1998       |
|                                    |

| 山下達郎 | - Lead Vocal, - Computer Programming, - Keyboards, - Percussion & Background Vocal |

| 難波弘之 Acoustic Piano (Solo)                         |
| 山川恵津子 Background Vocal                            |
| 佐々木久美 Background Vocal                            |
| 竹内まりや Background Vocal                            |
| 三谷泰弘 Background Vocal                              |
| 橋本茂昭 Computer & Synthesizer Operator               |
|                                                        |
| Recording Engineer : 中村辰也 & 吉田保                 |
| Mixing Engineer : 中村辰也                             |
| Recorded at Planet Kingdom & Onkio Haus in 1997 & 2002 |
| Mixed at Planet Kingdom in 2002                        |
|                                                        |
| Previously unreleased                                  |

### MISTY MAUVE （ミスティ・モーヴ）
| Words by 竹内まりや, Music by 山下達郎                |
|                                                       |
| ©1988 SMILE PUBLISHERS INC. & SONY MUSIC ARTISTS INC. |
|                                                       |
| Written for Masayuki Suzuki, 1988                     |
|                                                       |

| 山下達郎 | - Lead Vocal, Computer Programming, Electric Guitar, - Keyboards, Percussion & Background Vocals |

| 数原晋 Trumpet                           |
| 林研一郎 Trumpet                         |
| 平内保夫 Trombone                        |
| 清岡太郎 Trombone                        |
| JAKE H.CONCEPCION Tenor Sax              |
| 高野正幹 Baritone Sax                    |
|                                          |
| Recording & Mixing Engineer : 佐藤康夫   |
| Recorded & Mixed at Smile Garage in 1991 |
|                                          |
| Previously unreleased                    |

### TO WAIT FOR LOVE (IS TO WASTE YOUR LIFE AWAY)
| Words by HAL DAVID, Music by BURT BACHARACH |
|                                             |
| ©NEW HIDDEN VALLEY MUSIC ⁄ CASA DAVID       |
|                                             |

| 山下達郎 | - Lead Vocal, Computer Programming, Acoustic Guitar, - Ukulele, Keyboards, Percussion & Background Vocal |

| 国分友里恵 Background Vocal                |
| 竹内まりや Background Vocal                |
| 橋本茂昭 Computer & Synthesizer Operator   |
|                                            |
| Recording Engineer : 中村辰也              |
| Mixing Engineer : 吉田保                   |
| Recorded & Mixed at Planet Kingdom in 2002 |
|                                            |
| Previously unreleased                      |

### 好・き・好・きSWEET KISS!
| Words & Music by 山下達郎   |
|                             |
| ©1998 SMILE PUBLISHERS INC. |
|                             |

| 山下達郎 | - Lead Vocal, Computer Programming, Electric Guitar, - Acoustic Guitar, Keyboards, Glocken, - Percussion & Background Vocals |

| 佐橋佳幸 Electric Guitar (Solo)                                              |
| 橋本茂昭 Computer & Synthesizer Operator                                     |
|                                                                              |
| Recording & Mixing Engineer : 中村辰也                                       |
| Recorded at Planet Kingdom in 1998 & 2002                                    |
| Mixed at Planet Kingdom in 2002                                              |
|                                                                              |
| - Originally released in 1998/04/29, - c/w “いつか晴れた日に” MOON/WPDV-7150 |

### 潮騒 (THE WHISPERING SEA) (LIVE VERSION)
| Words by 吉田美奈子, Music by 山下達郎 |
|                                        |
| ©1978 FUJIPACIFIC MUSIC INC.           |
|                                        |

| Live at 大阪フェスティバルホール, 1984/01/06                    |
|                                                                 |
| 山下達郎 Lead Vocal & Electric Piano                            |
| 青山純 Drums                                                    |
| 伊藤広規 Synth Bass                                             |
| 椎名和夫 Electric Guitar                                        |
| 野力奏一 Acoustic Piano                                         |
| 中村哲 Synthesizers                                             |
| 佐野公美 Background Vocal                                       |
| 森真帆 Background Vocal                                         |
| 村田和人 Background Vocal                                       |
|                                                                 |
| Recording & Mixing Engineer : 吉田保                            |
| Mixed at Planet Kingdom in 2002                                 |
|                                                                 |
| Originally released in 1985/03/25, c/w “風の回廊” MOON/MOON-719 |

### モーニング・シャイン
| Words & Music by 山下達郎                 |
|                                           |
| ©1990 NICHIN,INC. & SMILE PUBLISHERS INC. |
|                                           |

| 山下達郎 | - Lead Vocal, Computer Programming, - Electric Guitar, Acoustic Guitar, Keyboards, - Glocken, Percussion & Background Vocals |

| 青山純 Drums                                                               |
| 伊藤広規 Electric Bass                                                     |
| 難波弘之 Acoustic Piano & Fender Rhodes                                    |
| 淵野繁雄 Tenor Sax Solo                                                    |
|                                                                            |
| Recording & Mixing Engineer : 佐藤康夫                                     |
| Recorded & Mixed at Smile Garage in 1991                                   |
|                                                                            |
| - Originally released in 1991/05/10, - c/w “さよなら夏の日” MOON/AMDM-6034 |

### FIRST LUCK –初めての幸運（しあわせ）–
| Words by 康珍化 & 山下達郎, Music by 山下達郎 |
|                                               |
| ©1988 NICHIN,INC. & SMILE PUBLISHERS INC.     |
|                                               |

| 山下達郎 | - Lead Vocal, Electric Guitar, - Hammond Organ, Keyboards, - Percussion & Background Vocals |

| 青山純 Drums                                                                |
| 伊藤広規 Electric Bass                                                      |
| 難波弘之 Acoustic Piano                                                     |
|                                                                             |
| Recording Engineer : 吉田保                                                 |
| Mixing Engineer : 佐藤康夫                                                  |
| Recorded at CBS SONY Roppongi in 1987                                       |
| Mixed at Smile Garage in 1988                                               |
|                                                                             |
| - Originally released in 1988/04/25, - c/w “GET BACK IN LOVE” MOON/MOON-761 |

### I DO
| Words & Music by BRIAN WILSON AND ROGER CHRISTIAN |
|                                                   |
| © by NEW EXECUTIVE MUSIC                          |
|                                                   |

| 山下達郎 | - Lead Vocal, Drums, Electric Guitar, Acoustic Guitar, Keyboards, - Percussion & Background Vocals |

| 伊藤広規 Electric Bass                                                  |
|                                                                         |
| Recording & Mixing Engineer : 吉田保                                    |
| Recorded at Onkio Haus & Smile Garage in 1993                           |
| Mixed at Smile Garage in 1993                                           |
|                                                                         |
| - Originally released in 1993/06/08, - c/w “MAGIC TOUCH” MOON/AMDM-6090 |

### ヘロン (GUITAR INSTRUMENTAL)
| Words & Music by 山下達郎                 |
|                                           |
| ©1997 NICHIN,INC. & SMILE PUBLISHERS INC. |
|                                           |

| 山下達郎 | - Acoustic Guitar, Electric Guitar, Marimba, Glocken, - Percussion & Background Vocals |

| 青山純 Drums                                                   |
| 伊藤広規 Electric Bass                                         |
| 佐橋佳幸 Acoustic Guitar & Electric Guitar                     |
| 難波弘之 Acoustic Piano, Harpsichord & Marimba                 |
| 浜口茂外也 Percussion                                          |
| 鳴嶋英治 Percussion                                            |
| 川瀬正人 Percussion                                            |
| 菅原裕紀 Percussion                                            |
| JAKE H.CONCEPCION Alto Sax                                     |
| 金城寛文 Tenor Sax                                             |
| 柳沼寛 Tenor Sax                                               |
| 高野正幹 Baritone Sax                                          |
|                                                                |
| Recording & Mixing Engineer : 吉田保                           |
| Recorded at Onkio Haus & Planet Kingdom in 1993, 1994 & 1997   |
| Mixed at Planet Kingdom in 1997                                |
|                                                                |
| Originally released in 1998/01/28, c/w “ヘロン” MOON/WPDV-7130 |

### JUVENILEのテーマ〜瞳の中のRAINBOW〜
| Words & Music by 山下達郎                            |
|                                                      |
| ©2000 SMILE PUBLISHERS INC. & FUJIPACIFIC MUSIC INC. |
|                                                      |

| 山下達郎 | - Lead Vocal, Computer Programming, - Electric Guitar, Acoustic Guitar, Keyboards, - Percussion & Background Vocals |

| 橋本茂昭 Computer & Synthesizer Operator           |
|                                                    |
| Recording Engineer : 中村辰也 & 吉田保             |
| Mixing Engineer : 中村辰也                         |
| Recorded & Mixed at Planet Kingdom in 2000 & 2002  |
|                                                    |
| Originally released in 2000/07/12, MOON/WPDV-10033 |

### スプリンクラー (LONG VERSION)
| Words & Music by 山下達郎   |
|                             |
| ©1983 SMILE PUBLISHERS INC. |
|                             |

| 山下達郎 | - Lead Vocal, Electric Guitar, Acoustic Guitar, Keyboards, - Glocken, Percussion, 大正琴 & Background Vocals |

| 青山純 Drums                                                      |
| 伊藤広規 Electric Bass                                            |
| 井上大輔 Tenor Sax                                                |
|                                                                   |
| Recording & Mixing Engineer : 吉田保                              |
| Recorded & Mixed at CBS SONY Roppongi in 1983                     |
|                                                                   |
| Original Single Version was released in 1983/09/28, MOON/MOON-710 |
| This long version is Previously unreleased                        |

### いつか晴れた日に (STAND ALONE VERSION)
| Words by 松本隆, Music by 山下達郎                              |
|                                                                 |
| ©1997 NICHIN,INC. & JOHNNY COMPANY,INC. & SMILE PUBLISHERS INC. |
|                                                                 |

| 山下達郎 Lead Vocal & Acoustic Guitar                                        |
|                                                                              |
| Recording & Mixing Engineer : 吉田保                                         |
| Recorded at Planet Kingdom in 1998                                           |
| Mixed at Planet Kingdom in 2002                                              |
|                                                                              |
| - Originally released in 1998/04/29, - c/w “いつか晴れた日に” MOON/WPDV-7150 |

### スタッフ
| PRODUCED & ARRANGED by | - TATSURO YAMASHITA - for TENDERBERRY MUSIC, INC. |

| EXECTIVE PRODUCER: RYUZO KOSUGI for SMILE COMPANY |
|                                                   |

| A&R Coordination: | - Kazunori Hirano (Smile Co.) - Hiroshi Toriyama (Smile Co.) - Kiyoshi Yoshihara (WMJ) |

| Management: Katsunori Sato (Smile Co.)                  |
| Assistant Management: Makoto Suzuki (Smile Co.)         |
| Session Coordinator: Teruko Ohira (CMC)                 |
|                                                         |
| Mastering Engineer: Mitsuharu Harada (ON AIR Mastering) |
| Mastering Studio: ON AIR AZABU                          |
|                                                         |

| Art Direction & Design: | - Shusaku Harima (TFC) - Kuniko Ogino (TFC) - Tomoko Takahashi (TFC) |

| Styling: | - Nobuhiro Sano - Akiko Soejima |

| Cover Art: | - Satoshi Fukuda (da Vinci) - Kyoko Hayashi |

| Photographs: | - Masao Okuda (Cover & Inner) - Izima Kaoru (Tatsuro) |

## リリース日一覧
| 地域 | リリース日     | レーベル                  | 規格 | 品番       | 備考 |
| ---- | -------------- | ------------------------- | ---- | ---------- | --- |
| 日本 | 2002年10月30日 | MOON ⁄ WARNER MUSIC JAPAN | CD   | WPC2-10001 | - シングル・オンリーの作品、 シングルのカップリング、 未発表セルフ・カヴァ－、 未発表洋楽カヴァ－など、 未アルバム化レア音源集。 - 初回盤のみ「オリジナル・カラオケ・スペシャルCD」付、DUOケース仕様。 |